# Vladímir Nikítitx Kaixperov
Vladímir Nikítitx Kaixperov rus: Владимир Никитич Кашперов (Txufarovo gubèrnia de Simbirsk, 1827 - Romantsevo, prop de Mojaisk, 26 de juny de 1894) fou un compositor rus del Romanticisme.
Fou deixeble de Voigt i d'Henselt a Sant Petersburg, després viatjà per Itàlia i Alemanya, on estrenà diverses òperes, i de 1866 a 1872 fou professor de cant del Conservatori de Moscou.
Les seves òperes principals són:
- Els zíngars (Sant Petersburg, 1850);
- María Tudor (Milà, 1859);
- Rienzi (Florència, 1863);
- Consol (Venècia);
- La tempesta (Sant Petersburg, 1867);
- Tarasa Bulba (Moscou, 1893).

A més, deixà, una col·lecció de melodies vocals.